# 中国人民解放军海军陆战队训练基地
23°12′43.4″N 113°14′05.8″E / 23.212056°N 113.234944°E
中国人民解放军海军陆战隊訓練基地，简称陸戰訓練基地，原海军兵种指挥学院、广州舰艇学院、海军陆战学院，是中國人民解放軍海軍陸戰隊培養新兵及指揮員的一處訓練基地，來自全國的陸戰隊員都將在此基地進行新兵訓練及深化培訓。

## 专业设置
在其作為海軍陸戰學院時，曾設置如下16个军事专业：
- 飞行与舰艇指挥
- 水面舰艇中级指挥
- 潜艇中级指挥
- 航空兵中级指挥
- 陆战队中级指挥
- 岸防兵中级指挥
- 两栖作战指挥